# Гуків (річка)
Гу́ків — річка в Україні, в межах Заставнівського (верхів'я) та Новоселицького районів Чернівецької області. Ліва притока Пруту (басейн Дунаю).

## Опис
Довжина 29 км, площа водозбірного басейну 112 км². Долина порівняно вузька і глибока, в пониззі стає дещо ширшою. Річище слабозвивисте. Заплава в деяких місцях однобічна. Споруджено 21 ставок загальною площею 106,32 га.

## Розташування
Гуків бере початок на північний захід від села Топорівці, в лісовому масиві, що розташований у Чернівецькому регіональному ландшафтному парку. Тече в межах Хотинської височини переважно на південний схід. Впадає до Пруту на південь від села Бояни.
Над річкою розташовані села: Топорівці, Рідківці, Бояни. 
У верхів'ях річки розташовані заповідні урочища: Луківка і Коцюба.